# Alistair Fielding
Alistair Fielding (3 de marzo de 2000) es un deportista británico que compite en ciclismo en la modalidad de pista.
Ganó una medalla de bronce en el Campeonato Mundial de Ciclismo en Pista de 2022 y dos medallas en el Campeonato Europeo de Ciclismo en Pista, en los años 2022 y 2023.

## Medallero internacional
| Campeonato Mundial | Campeonato Mundial       | Campeonato Mundial | Campeonato Mundial    |
| Año                | Lugar                    | Medalla            | Competición           |
| ------------------ | ------------------------ | ------------------ | --------------------- |
| 2022               | Saint-Quentin ( Francia) | Medalla de bronce  | Velocidad por equipos |
| Campeonato Europeo |                          |                    |                       |
| Año                | Lugar                    | Medalla            | Competición           |
| 2022               | Múnich ( Alemania)       | Medalla de bronce  | Velocidad por equipos |
| 2023               | Grenchen ( Suiza)        | Medalla de plata   | Velocidad por equipos |